# 满洲假名
满洲假名（日语：満州カナ），也称满洲语假名，是满洲国政府制定的一套以日文片假名拼写满洲语（即汉语官话）的方案。:318

## 背景
满洲国自1935年起，在学校的《满语》、《历史》、《地理》、《理科》等满洲语（中文）教材中，引用外国人名、地名、国名以及专门用语时，直接使用日文假名音译，而报纸、杂志、书籍中也有一部分使用这种做法。日语的专有名词和日常用语也直接使用日语假名音译。:10

## 制定
1938年，满洲国民生部设立了满语调查委员会以规范作为国家官方语言的“满洲语”的教学标准。此后满语调查委员会下设立了国语政策调查班、常用汉字选定班、音标文字研究班等。其中，音标文字的研究较为受重视，以图未来的文字改革。:318此后满语调查委员会吸收了民间团体满洲国语研究会。满洲国政府组织结构调整后，变为文教部教学司编审部下辖的国语调查委员会。:46
1940年，国语调查委员会发布了满洲假名（満州カナ）方案。国语调查委员会在1941年10月决定废止注音符号的使用。1943年，满洲假名的标准（和附表）完成。此后，满洲国在继续使用汉字的前提下，要求以满洲假名作为辅助。:49,50中如此介绍方案的用意：“满系”国民学校的教育中因“满字”的复杂而有相当大的教学困难。为此做了对于“满语”的表音文字的研究。参考近来中华民国的注音符号、国语罗马字和威妥玛拼音乃至日本的假名文字，各有长短，考虑到日满两国的关系，委员会着重研究了基于日文片假名的方案。其具体的好处如下：满洲国的满系学校也都有日语教育，已经有了日文假名的基础知识，便于学习；假名脱胎于汉字，而且如同汉字可以纵向、横向书写；假名是东亚古已有之的。满洲假名用于学校中的“满语”的汉字教育，并非替代、废止汉字所用。:318,319
满洲假名除了国语调查委员会方案外，还有人提出过其他方案，例如曾彝进的《喀那注音定式》:322、曾恪的《满洲国语音标全表》，下文不详述。

## 方案
满洲假名有以下特点。:320
1. 正如其名，满洲假名仅用于书写“满洲语”（即汉语官话）；
2. 满洲假名只使用既有的片假名，不使用平假名，也不专门创制新的假名符号；
3. 所有的假名以同样尺寸书写，与当时日文正字法使用小号字表示促音、拗音的做法不同；
4. 所有的音节的拼写最多使用4个假名。长音符也看作一个假名；
5. 为了方便大众使用，不拘泥于学术理论上的规则。

满洲假名仅使用片假名，而以下的片假名不使用：ヒ、ヨ、ヱ、ヲ、ギ、ジ、ズ。
方案规则如下：:320,321
1. 以最多4个假名表示一个音节，长音符也看作一个假名；
2. 以假名的浊音、清音区别不送气音和送气音。
3. 假名オ、エ在不在音节末尾出现时，作为“喉音”[註 1]发音；
4. 对于鼻音韵尾的字，在音节末以假名表示“窄音”（前鼻音韵母），以假名表示“宽音”（后鼻音韵母）；
5. 音节第一个假名为ヂ、チ、シ、キ、デ，第二个音节为假名ア、ウ、エ、オ、ー时表示卷舌音；
6. 音节第一个假名为ヅ、ツ、ス时表示“舌齿音”（平舌音）；
7. 以3个或4个假名表示一个音节时，若第一个音节为フ或第二个音节为イ或ウ，则前两个假名结合起来发音。

### 用例
- 满洲帝国：マヌ ヂオウ デイー グオ
- 奉天：フオン テイアヌ
- 这几天天气很冷：ヂオー ヂイー テイアヌ テイアヌ チイー ヘヌ ロン

## 使用
1941年在新京、延吉等地的学校、民众讲习所进行了实验教学。1942年又在新京、吉林、大屯等地的学校进行了实验教学。学生平均的成绩为65分，因而评估该方案将来应当能够普及使用。:320

## 评价
日本学者之中也有人批评满洲假名。除了担心废除汉字会引起一些人的反抗情绪，也在技术上指出了满洲假名的问题：汉语官话中相同声母、韵母的字在满洲假名中可能以不同假名书写；以原本表示日语清浊音的假名标记汉语的送气音、不送气音；汉语中某些音节以满洲假名书写时差别难以理解，例如佛（フオー）与否（フオウ）。有学者建议使用满洲假名以外的其他方案作为汉语的表音文字。:50,51